# 根津教会

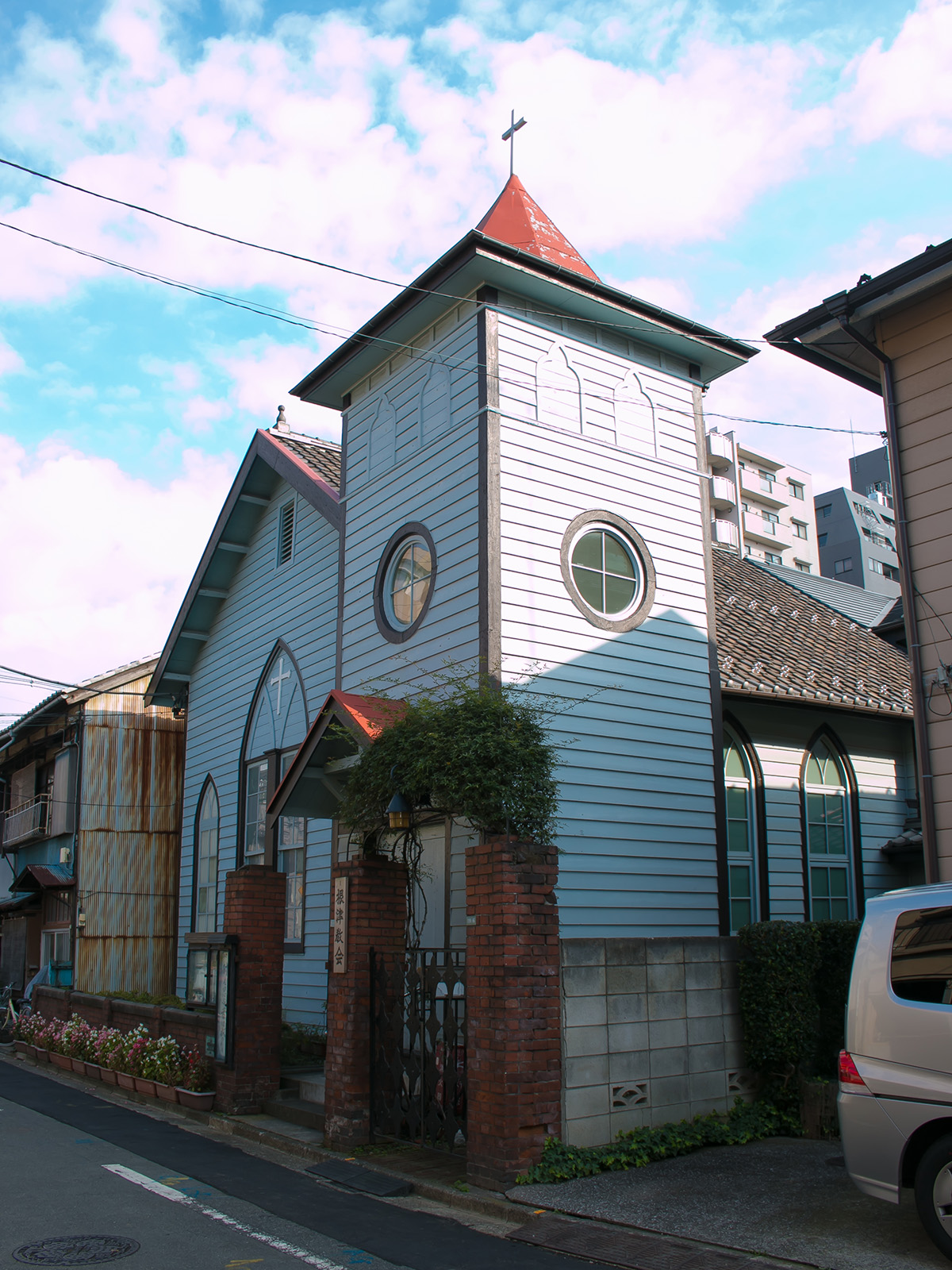
根津教会（2017年11月）

根津教会（ねづきょうかい）は、東京都文京区根津にある歴史的建造物。

## 概要
日本基督教団の教会堂である。1919年（大正8年）に「本郷福音教会」として建立された。木造平屋建て切妻造で、外壁は下見板張りとし、切妻の妻面に窓を開けた尖頭アーチのデザインとする。玄関部のトンガリ屋根を載せた角塔が地域のランドマークとなっている。
2001年（平成13年）に、門及び塀とともに国の登録有形文化財に登録された。